# Hermann Langer (Organist)

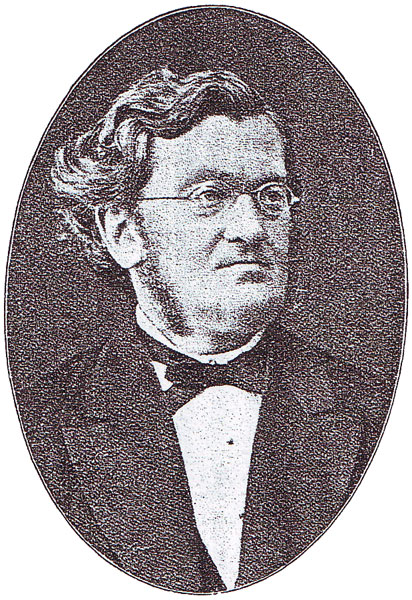
Bildunterschrift: „Prof. Langer / Dirigent des ‚Paulus‘“

Hermann Langer (* 6. Juli 1819 in Höckendorf; † 8. September 1889 in Dresden) war ein deutscher Organist und Universitätsmusikdirektor der Universität Leipzig.

## Werdegang
Langer studierte in Leipzig Musik und Philosophie. Im Sommer 1840 wurde er Mitglied der Leipziger Universitäts-Sängerschaft zu St. Pauli (heute Deutsche Sängerschaft). 1843 wurde er Universitätsmusikdirektor und -organist und verblieb über mehrere Jahrzehnte in dieser Position. Zugleich war er Dirigent und Direktor des universitären Gesangsvereins „Paulus“, zeitweise dirigierte er den Leipziger Musikverein „Euterpe“. Zwischen 1853 und 1887 veranstaltete er zudem als Lector publicus u. a. Übungen zum liturgischen Gesang und zur allgemeinen Musiklehre sowie Orgelkurse. 1859 wurde er von der Universität zum Dr. phil. h. c. ernannt, 1882 zum Kgl. Professor. Ab 1887 war er königlich sächsischer Orgelbaurevisor in Dresden.
Langer war Herausgeber der Musikalischen Gartenlaube sowie der Schriften Erster Unterricht im Gesang und Repertoriums für den Männergesang. Der Komponist Albert Dietrich widmete Hermann Langer sein 1851 in Leipzig veröffentlichtes Opus 1, den Liederkreis von Carl Gärtner für eine Singstimme und Pianoforte.